# Cerovljani (Hrvatska Dubica)
Cerovljani su naselje u sastavu općine Hrvatska Dubica u Sisačko-moslavačkoj županiji u Hrvatskoj.

## Povijest
Do teritorijalnog preustroja Hrvatske nalazili su se u sastavu stare općine Kostajnica. Kao samostalno naselje Cerovljani se javljaju u popisu stanovništva 2021. godine. Naselje je nastalo spajanjem naselja Donji Cerovljani i Gornji Cerovljani.

## Stanovništvo
Prema popisu stanovništva 2021. godine Cerovljani su imali 125 stanovnika.